# Анна Бонд
«Анна Бонд» (канн. ಅಣ್ಣ ಬಾಂಡ್, англ. Anna Bond) — индийский художественный фильм на языке каннада режиссёра Дуния Сури в жанре романтического боевика, премьера которого в Индии состоялась 1 мая 2012 года.

## Сюжет
Бонд Рави, он же «Анна Бонд» — щедрый парень, имеющий склонность помогать другим. Он чемпион по каратэ, который работает в медицинском лагере в Сингапуре. Однажды он встречает в автобусе девушку по имени Мира и влюбляется в её. Складывается так, что Мира приезжает в деревню, где живёт Бонд Рави, чтобы снять документальный фильм. Она останавливается там на некоторое время со своей подругой Дивьей.
Рави всё сильнее влюбляется в Миру. Когда Мира собирается покинуть деревню, она говорит ему сделать что-то большое в жизни. Для этого Рави вместе с Чапати Бабу уезжает из деревни. По дороге он встречает военного, который ошибается в Бонде Рави в лесу.
Военный пришёл, чтобы оказать медицинскую помощь армейскому чиновнику Чандраканту. Но тут внезапно появляется наркобарон Чарли и начинает перестрелку. Бонд Рави помогает Чандраканту в этом же месте.
Чарли ищет свою дочь, думая, что она у Чандраканта.
Следующая часть фильма — история мести Чарли Бонду Рави. В процессе поисков Чарли убивает свою дочь Дивью. Дочь Чандраканта Мира попадает в плен к Чарли в качестве части мести. Оставшийся фильм разворачивается вокруг побега Миры от Чарли, который задумывает Бонд.

## В ролях
- Пунит Раджкумар — Бонд Рави, он же Анна Бонд
- Приямани — Мира, возлюбленная Бонда, дочь Чандраканта
- Джеки Шрофф — Чарли, наркобарон, антагонист
- Нидхи Суббая — Дивья, подруга Миры
- Рангаяна Рагху — Чапати Бабу, сообщник Бонда Рави
- Авинаш — майор Чандракант, отец Миры
- Балу Нагендра — Балу

## Производство
Анна Бонд — второй фильм Пунита Раджумара с Дуньей Сури после весьма успешного фильма 2010 года «Джеки». Первоначально фильм должен выйти в октябре 2011 года, но дата релиза изменилась из-за продления съёмок.
На роль главного злодея согласился Джеки Шрофф, для которого то был четвёртый фильм на каннада в его карьере.
Фильм снимали в Бангалоре, Курге и Канакапуре.
Видео-ряд к трем песням был снят в Испании под фанфары от местных жителей, которые хотели посмотреть на съёмки.

## Саундтрек
Саундтрек был выпущен 2 апреля 2012 года. Песня «Kaanadanthe Maayavadanu», является ремиксом одноименной песни их фильма Chalisuva Modagalu (1982), в котором Пунит Раджкумар снимался в детстве.
| №  | Название              | Исполнители                  | Длительность |
| -- | --------------------- | ---------------------------- | ------------ |
| 1. | «Enendu Hesaridali»   | Сону Нигам, Шрея Гхошал      |              |
| 2. | «Boni Aagada»         | Типпу                        |              |
| 3. | «Kaanadanthe» (Remix) | Пунит Раджкумар              |              |
| 4. | «Thumba Nodbedi»      | В. Харикришна                |              |
| 5. | «He Is Anna Bond»     | Ранджит, Навин Мадхав, Рамья |              |

## Релиз
Фильм был выпущен в прокат 1 мая 2012 года. Центральный совет по сертификации фильмов присвоил ему рейтинг U/A. Кинолента была дублирована на хинди и выпущена под тем же названием, при этом были заменены нецензурные выражения и вырезаны некоторые сцены:
- начальные сцены (включая нахождение тела Бонд Рави),
- песня «Thumba Nodbedi»,
- мысли о том, что главного героя убьют, если он откажет пакистанскому военному,
- слухи и версии о смерти хозяина дома в медицинском лагере (только кадры версии убийства хозяина),
- изображения окровавленных лиц и частей тела,
- сцена, в которой показаны пытки Миры (кроме сцены, где в неё пытаются выстрелить),
- обнаружение в лесу обнаженных трупов,
- финальная сцена (после победы Бонда Рави над Чарли).

## Критика
| Рейтинги                | Рейтинги |
| Издание                 | Оценка |
| ----------------------- | --- |
| The Times of India      | 3,5 из 5 звёзд · 3,5 из 5 звёзд · 3,5 из 5 звёзд · 3,5 из 5 звёзд · 3,5 из 5 звёзд                                                                                                |
| News18 India            | 2,5 из 5 звёзд · 2,5 из 5 звёзд · 2,5 из 5 звёзд · 2,5 из 5 звёзд · 2,5 из 5 звёзд                                                                                                |
| Rediff.com              | 2,5 из 5 звёзд · 2,5 из 5 звёзд · 2,5 из 5 звёзд · 2,5 из 5 звёзд · 2,5 из 5 звёзд                                                                                                |
| Daily News and Analysis | 2 из 5 звёзд · 2 из 5 звёзд · 2 из 5 звёзд · 2 из 5 звёзд · 2 из 5 звёзд |
| IndiaGlitz              | 6,5 из 10 звёзд · 6,5 из 10 звёзд · 6,5 из 10 звёзд · 6,5 из 10 звёзд · 6,5 из 10 звёзд · 6,5 из 10 звёзд · 6,5 из 10 звёзд · 6,5 из 10 звёзд · 6,5 из 10 звёзд · 6,5 из 10 звёзд |

В рецензии газеты The Times of India фильм назван «лучшим подарком поклонникам Пунита в 2012 году», с уточнением, что режиссёр Сури сосредоточил свое внимание больше на Пуните и боевых сценах, а не на сюжете.
Шрути И. Л., напротив, в своём отзыве для Daily News and Analysis написала, что «фильм заканчивается поспешно, но не прежде, чем напомнит вам не только о голливудском фильме „Кровавый алмаз“, но и о первом фильме Сури и Пунита „Джеки“».
С ней согласен Шрикант Шриниваса с портала Rediff.com, отметивший, что «режиссёр так и не избавился от своей фиксации на „Джеки“», и фильм придётся по вкусу только фанатам Пунита. Такие же выводы были сделаны в рецензии для IndiaGlitz.
Отзыв на сайте канала News18 назвал фильм — скучным, а его сценарий — слабым, похвалив только фоновую музыку.

## Награды и номинации
| Награды и номинации             | Награды и номинации               | Награды и номинации                    | Награды и номинации | Награды и номинации |
| Награда                         | Категория                         | Номинант                               | Результат           | Ссылка              |
| ------------------------------- | --------------------------------- | -------------------------------------- | ------------------- | ------------------- |
| Filmfare Awards South (Каннада) | Лучшая мужская роль               | Пунит Раджкумар                        | Номинация           | [ 15 ]              |
| Filmfare Awards South (Каннада) | Лучшая музыка к песням            | В. Харикришна                          | Номинация           | [ 15 ]              |
| Filmfare Awards South (Каннада) | Лучшие слова к песне              | Джаянт Калкини («Yenendhu Hesaridali») | Номинация           | [ 15 ]              |
| Filmfare Awards South (Каннада) | Лучшая закадровая исполнительница | Шрея Гхошал («Yenendhu Hesaridali»)    | Номинация           | [ 15 ]              |
| SIIMA Awards (Каннада)          | Лучший фильм                      | Рагхавендра Раджкумар (продюсер)       | Номинация           | [ 16 ]              |
| SIIMA Awards (Каннада)          | Лучшая режиссура                  | Дунья Сури                             | Номинация           | [ 16 ]              |
| SIIMA Awards (Каннада)          | Лучшая операторская работа        | Сатья Хегде                            | Номинация           | [ 16 ]              |
| SIIMA Awards (Каннада)          | Лучшая мужская роль               | Пунит Раджкумар                        | Номинация           | [ 16 ]              |
| SIIMA Awards (Каннада)          | Лучшая музыка к песням            | В. Харикришна                          | Номинация           | [ 16 ]              |
| SIIMA Awards (Каннада)          | Лучшие слова к песне              | Джаянт Калкини («Yenendhu Hesaridali») | Номинация           | [ 16 ]              |
| SIIMA Awards (Каннада)          | Лучший закадровый исполнитель     | Типпу («Boni Aagada»)                  | Номинация           | [ 16 ]              |
| SIIMA Awards (Каннада)          | Лучший закадровый исполнитель     | В. Харикришна («Tumba Nodbedi»)        | Победа              | [ 17 ]              |
| SIIMA Awards (Каннада)          | Лучшая хореография                | Имран Сардхария («Tumba Nodbedi»)      | Победа              | [ 17 ]              |
| SIIMA Awards (Каннада)          | Лучшая женская роль второго плана | Нидхи Суббая                           | Победа              | [ 17 ]              |